# Baconton
Baconton é uma cidade localizada no estado americano de Geórgia, no Condado de Mitchell.

## Demografia
Segundo o censo americano de 2000, a sua população era de 804 habitantes.
Em 2006, foi estimada uma população de 975, um aumento de 171 (21.3%).

## Geografia
De acordo com o United States Census Bureau tem uma área de
3,3 km², dos quais 3,3 km² cobertos por terra e 0,0 km² cobertos por água.

## Localidades na vizinhança
O diagrama seguinte representa as localidades num raio de 24 km ao redor de Baconton.